# Astralkult
Ein Astralkult ist die Verehrung von Himmelskörpern in Form von Gottheiten. In fast allen antiken Hochkulturen sind solche Elemente enthalten, wie auch heute noch die Benennung der Planeten nach römischen Gottheiten zeigt. Die frühen Astralkulte entwickelten sich in vielen Kulturen zur Astrologie weiter, die babylonischen Himmelsbeobachtungen lieferten die Grundlage für die griechische Astronomie in der Antike.
Dem Astralkult liegt die Reflexion über Phänomene der Gestirne, ihre Bewegung und Konstellationen zugrunde, die als göttliche Macht interpretiert werden, insbesondere aufgrund deren vorhersagbar-zyklischer Natur. Elemente bekannter Astralkulte sind etwa die heliakischen Auf- und Untergänge der Plejaden und des Sirius, die Zyklen der Venus als Morgen- und Abendstern, wie auch Sonne und Mond. Mitunter spielt auch das Geschlecht eine Rolle, wie die Weiblichkeit bei Venus, (Ištar, Astarte, Aphrodite). Auch der Mond wird in Astralkulten häufig als weiblich verehrt. Die weltweit verbreitete Anbetung der Sonne, z. B. durch Echnaton in Ägypten oder indianische Hochkulturen, ist ebenfalls ein Astralkult.
Spuren und Auswirkungen antiker Astralkulte sind auch heute noch vorhanden, z. B. die Planetennamen in den Wochentagen oder die Orientierung von Sakralbauten, beispielsweise als Ostung.